# Johann Heinrich Walch
Johann Heinrich Walch (1776 – Gotha, 2 oktober 1855) was een Duits componist en dirigent.

## Levensloop
Walch was directeur van de hofkapel, kamermusicus en koorleider van zowel de hertog van Saksen-Gotha-Altenburg alsook van de hertog van Hertogdom Saksen-Coburg en Gotha in Gotha, in de huidige Duitse deelstaat Thüringen. Bij de intocht van de geallieerde koningen van Oostenrijk, Rusland en Duitsland op 31 maart 1814 werd de Pariser Einzugsmarsch van Walch door de militaire kapellen van alle drie de landen gespeeld. Deze gebeurtenis had tot gevolg dat deze mars in Oostenrijk, Rusland en Duitsland als een Trabmarsch tot op heden bewaard is gebleven.
In 1817 werd deze mars door Koninklijk Besluit in de officiële Armeemarschsammlung met het no. II 38 opgenomen. Walch schreef ook een Reveille (trompetstuk) (Svenska arméns revelj) alsook een Geschwindmarsch (Svenska arméns tapto [of: Försvarsmaktens tapto]). Beide zijn melodieuze stukken die nog steeds in Zweden door de militaire korpsen gespeeld worden. In Zweden is eveneens een Grenadiermars van Walch bekend (Zweeds: Svea Livgardes gamla paradmarsch för fanan) en tevens de Jönköpings regementes marsch 1821. Bij de muziekuitgeverij C.F. Peters in Leipzig werd ook Pièces d'Harmonie pour musique militair gepubliceerd.
Ook de lange tijd aan Ludwig van Beethoven toegeschreven Treurmars in Bes-groot (WoO=[Werk zonder opusnummer], Anh. 13 Trauermarsch (f-moll) für Klavier) is door Walch gecomponeerd. Deze mars werd o.m. gespeeld bij de staatsbegrafenis van koningin Elisabeth II van Groot-Brittannië op 19 september 2022. Verder is Pièces d'Harmonie een bekend stuk. Uit 1819 zijn de Vierentwintig dansen, voor viool en piano.

## Publicaties
- Werner Probst: Johann Heinrich Walch komponierte den bekannten Trauermarsch von Beethoven. in: Mitteilungsblatt des "Arbeitskreises Militärmusik" der Deutschen Gesellschaft für Heereskunde , 21. Jahrgang, Nr. 2, Juni 1998, p. 98 - 105

## Media
1. ↑  Pariser Einzugsmarsch

- Gemeinsame Normdatei: 129583359
- International Standard Name Identifier: 0000 0000 5542 7141
- Library of Congress Control Number: nr95046980
- MusicBrainz: aea03af8-b84b-4cad-ab19-d9f71c60bcb6
- Nationale Bibliotheek van Tsjechië: xx0030339
- Virtual International Authority File: 1095234
- WorldCat: E39PBJk8XYX3wpm9xkPBBvcdcP